# Lea Henry
Lea Henry, född den 22 november 1961 i Colquitt, Georgia, är en amerikansk basketspelare som tog OS-guld 1984 i Los Angeles. Detta var USA:s tredje OS-guld i dambasket någonsin.